# Еберхард (Тюбинген-Лихтенек)
Еберхард фон Тюбинген-Лихтенек (на немски: Eberhard von Tübingen-Lichteneck; † 12 септември 1608) е граф на Тюбинген и господар на замък Лихтенек при Кенцинген в Баден-Вюртемберг.

## Произход
Той е най-големият син на граф Георг II фон Тюбинген-Лихтенек († 7 февруари 1570 при пожара на Заговезни в дворец Валденбург) и съпругата му графиня Валпургис фон Ербах († 1592), дъщеря на граф Еберард XII фон Ербах († 1564) и вилд и райнграфиня Маргарета фон Даун († 1576). Брат е на Конрад VI († 1600), Алвиг († 1592), Херман († 1591/1585) и Георг IV фон Тюбинген-Лихтенек († 1591).

## Фамилия
Еберхард фон Тюбинген-Лихтенек се жени на 11 януари 1597 г. за Елизабет фон Лимпург-Шпекфелд (* 30 август 1578, Хайделберг; † 11 януари 1632), дъщеря на шенк Фридрих VI фон Лимпург-Шпекфелд-Оберзонтхайм (1536 – 1596) и Агнес фон Лимпург-Гайлдорф (1542 – 1606). Те имат четири деца:
- Агнес Мария фон Тюбинген (* 1599; † 5 юли 1638), омъжена I. за граф Волфганг Фридрих фон Папенхайм († 1630), II. 1636 г. за граф Фридрих Лудвиг фон Льовенщайн-Вертхайм-Вирнебург († 1657)
- Георг Фридрих фон Тюбинген-Лихтенек (* 18 март 1601; † 26 април 1622, Вимпфен)
- Георг Еберхард фон Тюбинген-Лихтенек (* 1604; † 9 юли 1631/16 септември 1634)
- Конрад Вилхелм фон Тюбинген-Лихтенек (* 1605; † 10 февруари 1630), женен на 25 април 1624 г. за графиня Анастасия фон Лайнинген-Вестербург († 1656)

Вдовицата му Елизабет фон Лимпург-Шпекфелд се омъжва втори път на 5 август 1623 г. за Якоб фон Хоенгеролдсек (* 21 юли 1565; † 26 юли 1634).